# Мельников Жан Олександрович
Мельников Жан Олександрович (27 липня 1936, Дніпропетровськ, УРСР, СРСР — 2 травня 2021, Дніпро, Україна) — український актор, режисер, педагог. Народний артист Української РСР (1977). Почесний громадянин Дніпра (2002).

## Життєпис
Народився Жан Мельников 27 липня 1936 року у Дніпропетровську. Закінчив Дніпропетровське театральне училище (1958; керівники — В. Кальченко та І. Кобринський) та Київський інститут культури (1978).
З 1954 актор Дніпропетровського академічного театру драми і комедії.
З 1978 — актор і режисер, з 2001 по 2021 — художній керівник Дніпропетровського академічного театру драми і комедії.
Син — Андрій Мельников — провідний актор Дніпровського академічного театру драми і комедії, заслужений артист України (2013).

## Театральні роботи
- «Лісова пісня» Лесі Українки — Дядько Лев
- «Кін IV» Григорія Горіна — Георг
- «Вечір» Олексія Дударєва — Василь
- «І довше віку день триває» Чингіза Айтматова — Едігей
- «Вибір» Юрія Бондарєва — Васильєв
- «Зикови» Максима Горького — Михайло
- «Характери» Василя Шукшина — Худяків
- «Іван та Мадонна» А. І. Кудрявцева — Іван
- «Вишневий сад» Антона Чехова — Гаєв
- «Йосип Швейк проти Франца Йосипа» Ярослава Гашека — Швейк
- «Король Лір» Вільяма Шекспіра — Король Лір

## Фільмографія
- 1955 — Педагогічна поема
- 1956 — Весна на Зарічній вулиці — сусід Іщенко за партою (епізод)
- 1960 — Далеко від Батьківщини — Курт, німецький солдат
- 1987 — Вісімнадцятирічні — Белла Кадель, майор
- 1993 — Дід Мороз
- 1993 — Злочин з багатьма невідомими — Нестор Деревацький

## Нагороди
- Орден «За заслуги» ІІІ ступеня (29 жовтня 1996 року) — за особисті заслуги у розвитку та популяризації театрального мистецтва, висока виконавська майстерність[3];
- Народний артист Української РСР (1977);
- Заслужений артист Української РСР;
- Орден Дружби (25 жовтня 2007 року, Росія) — за великий внесок у зміцнення російсько-українських культурних зв'язків[4].